# Bobby Whitlock
Bobby Whitlock (Memphis (Tennessee), 18 maart 1948 – Ozona (Texas), 10 augustus 2025) was een Amerikaanse toetsenist en was lid van Derek & the Dominos.

## Carrière

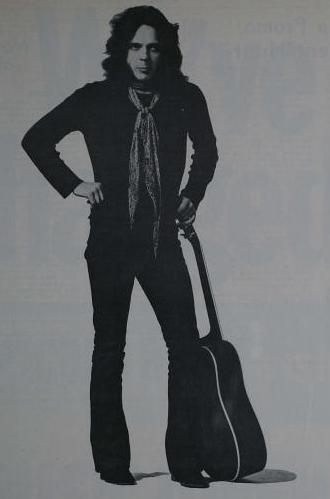
Whitlock in 1972

Whitlock werkte al als jeugdige als studiomuzikant bij Stax Records. Eind jaren 1960 werd hij lid van de band Delaney & Bonnie & Friends. Tot dit moment was Eric Clapton als leadgitarist met de band op tournee. Clapton contracteerde Whitlock daarop als muzikant voor zijn eerste soloalbum. Tussentijds was de band al ontbonden. Whitlock werkte intussen verder samen met Clapton. Ze speelden onder andere op het eerste soloalbum All Things Must Pass van George Harrison, na diens afscheid bij The Beatles. Direct daarna formeerde Clapton de band Derek & the Dominos. Whitlock schreef vijf van de nummers van het album Layla and Other Assorted Love Songs, waaronder Tell the Truth, samen met Clapton. Het nummer Thorn Tree in the Garden kwam volledig uit zijn pen. Hij werkte ook als studiomuzikant aan het album Exile on Main Street van The Rolling Stones.
Whitlock bracht tijdens de jaren 1970 in totaal vier soloalbums uit. Pas eind jaren 1990 volgde een verder album. Sinds 2001 werkte hij met CoCo Carmel. Zijn laatste publicatie was Lovers uit 2008.
Whitlock overleed op 77-jarige leeftijd in zijn woning in Texas.

## Discografie
- 1972: Bobby Whitlock
- 1972: Raw Velvet
- 1975: One of a Kind
- 1976: Rock Your Sox Off
- 1999: It's About Time
- 2003: Other Assorted Love Songs, Live from Whitney Chapel (met CoCo Carmel)
- 2008: Lovers (met CoCo Carmel)

- Bibliothèque nationale de France: cb14238938s (data)
- Gemeinsame Normdatei: 135158125
- International Standard Name Identifier: 0000 0001 1652 1626
- Library of Congress Control Number: n92104115
- MusicBrainz: 72d2c4e1-6fe7-4dec-a34b-c650f0bfb8d5
- Istituto Centrale per il Catalogo Unico: DDSV116756
- Virtual International Authority File: 59296554
- WorldCat: E39PBJg8J4KfFc6pGgwdRHPJDq